# Aeroporto Internacional de Durban
O Aeroporto Internacional de Durban (IATA: DUR, ICAO: FADN), formado pelo Aeroporto Louis Botha, está localizado em Durban, na África do Sul.

## Linhas aéreas e destinos

### Internacionais
| Linhas Aéreas         | Destinos | Observações              |
| --------------------- | -------- | ------------------------ |
| Air Mauritius         | Mauricio |                          |
| Emirates              | Dubai    | a partir de 1 de Outubro |
| South African Airlink | Maputo   |                          |

### Doméstico
| Linhas Aéreas                              | Destinos                                                 | Observações |
| ------------------------------------------ | -------------------------------------------------------- | ----------- |
| 1Time                                      | Cidade do Cabo - Johannesburg                            |             |
| British Airways operada por Comair Limited | Cidade do Cabo - Joanesburgo                             |             |
| Interlink Airlines                         | Joanesburgo                                              |             |
| Kulula.com                                 | Cidade do Cabo - Joanesburgo - Lanseria - Port Elizabeth |             |
| Mango                                      | Cidade do Cabo - Joanesburgo                             |             |
| South African Airways                      | Cidade do Cabo - Joanesburgo                             |             |
| South African Airlink                      | Bloemfontein - George - Nelspruit                        |             |
| South African Express                      | Londres - Joanesburgo - Port Elizabeth                   |             |